# Стаф, Ирина Карловна
Ири́на Ка́рловна Стаф (род. 1957) — советский и российский литературовед и переводчик, специалист по французской и итальянской литературе позднего Средневековья и Возрождения. Кандидат филологических наук (1986). 
Одна из авторов «Большой российской энциклопедии», энциклопедии «Культура Возрождения», энциклопедии «Западное литературоведение XX века» и «Словаря средневековой культуры».
Лауреат премии Мориса Ваксмахера (2006, 2016). 
Автор переводов научных трудов Фернана Броделя, Жерар Женетт, Поля Зюмтора, Жана Старобинского и Мишеля Фуко, мемуаров маркиза Астольфа де Кюстина «Россия в 1839 году» (совместно с В. А. Мильчиной) и Джакомо Казановы «История моей жизни» (совместно с А. Ф. Строевым), стихотворения в прозе Стефана Малларме, романы Фредерика Бегбедера, Жана-Поля Дидьелорана, Жоэля Диккера, Венсана Равалека, Мишеля Уэльбека, Кристин Фере-Флери.

## Биография
В 1979 году окончила филологический факультет МГУ имени М. В. Ломоносова.
В 1986 году защитила диссертацию на соискание учёной степени кандидата филологических наук по теме «Традиция французской новеллистики конца XV – первой половины XVI века и „Новые забавы и весёлые разговоры“ Бонавентуры Деперье» (специальность 10.01.05 — литература стран Западной Европы, Америки и Австралии).
С 1995 года — старший научный сотрудник Отдела классических литератур Запада и сравнительного литературоведения Института мировой литературы имени А. М. Горького РАН.
В 1979—1982 и 1986—1995 годах работала во Всесоюзной/Всероссийской библиотеке иностранной литературы имени М. И. Рудомино.
Член Комиссии по культуре Возрождения при Научном Совете по истории мировой культуры РАН.
Член Комиссии по литературе и интеллектуальной культуре Франции при Научном Совете по истории мировой культуры РАН.
Член Союза «Мастера литературного перевода».

## Награды
- Лауреат премии Мориса Ваксмахера (2006) за перевод книги Роже Шартье «Письменная культура и общество».
- Лауреат премии Мориса Ваксмахера (2016) в номинации «Художественная литература» за перевод книги Жан-Поля Дидьелорана «Утренний чтец».

## Научные труды

### Монографии
- Стаф И. К. Цветы риторики и прекрасные литеры: французская литература позднего Средневековья и раннего Возрождения /  Институт мировой литературы Российской академии наук. — М.; СПб.: Центр гуманитарных инициатив, 2016. — 242 с. (MEDIAEVALIA). ISBN 978-5-98712-651-6

### Статьи
- Стаф И. К. О жанровой специфике и культурном контексте новеллистики Возрождения: Поджо Браччолини и Бонавентура Деперье // Вестник МГУ. Сер. 9, Филология, № 1, 1986
- Стаф И. К. Первое издание сочинений Франсуа Вийона // Памятные книжные даты – 1989. М.: Книга, 1989
- Стаф И. К. Книга ста баллад // Памятные книжные даты – 1989. М.: Книга, 1989
- Стаф И. К. Издательский заказ и становление жанра новеллы во Франции // Книга в системе международных культурных связей. М.: ВГБИЛ, 1990
- Стаф И. К. Печатный текст и народная культура: исследования Роже Шартье // Arbor Mundi. Мировое древо, № 1, 1992
- Стаф И. К. Природа, любовь и риторика во французской литературе начала XVI века // Природа в культуре Возрождения. М.: Наука, 1992
- Стаф И. К. Образ поэта во французской литературе Возрождения: от легенды о Вийоне к легенде о Маро // Средние века и Возрождение. М.: Наука, 1993
- Стаф И. К. Пророчества Пантагрюэля // Новое литературное обозрение. 1994. № 6.
- Стаф И. К. Франко Саккетти и новеллистика Треченто // История итальянской литературы. Т. 1. Средние века. М.: ИМЛИ РАН, «Наследие», 2000
- Стаф И. К. Роже Шартье: итог двух десятилетий (обзор) // Одиссей – 2000. М.: Наука, 2000
- Стаф И. К. Книгопечатание и народная литература во Франции XV века // Пятнадцатый век в европейском литературном развитии. М.: ИМЛИ РАН, «Наследие», 2001
- Стаф И. К. Изображение книги и проблема авторства в издательской деятельности Антуана Верара // Книга в культуре Возрождения. М.: Наука, 2002
- Стаф И. К. Морализированный перевод и национальная традиция в литературе раннего французского Возрождения: пример Гильома Тардифа // Перевод и подражание в литературах Средних веков и Возрождения. М.: ИМЛИ РАН, 2002
- Стаф И. К. Миф и печатня: мифологизация французского языка в «Цветущем луге» Жоффруа Тори // Миф в культуре Возрождения. М.: Наука, 2003
- Стаф И. К. Диалог и повествование в итальянской новеллистике Кватроченто // Arbor Mundi. Мировое древо. Вып. 10. М., 2003
- Стаф И. К. [Рецензия на кн.:] Р. Дарнтон. Великое кошачье побоище и другие эпизоды из истории французской культуры; Р. Шартье. Культурные истоки Французской революции // Критическая масса, № 2, 2003
- Стаф И. К. Осторожно: Ненормальные! [рец. на кн.]: М. Фуко. Ненормальные / Пер. А. В. Шестакова. СПб.: Наука, 2004 // Отечественные записки, № 6 (21), 2004 — c. 264—268
- Стаф И. К. «Прославления Галлии» Жана Лемера де Бельж: поэтика и история // Кентавр / Centaurus. Studia classica et mediaevalia. М.: РГГУ, 2005 — с. 293—302
- Стаф И. К. Жакоб-библиофил: между литературой и историей // Французская литература 30–40-х годов XIX века. «Вторая проза». / Отв. ред. А. Д. Михайлов, К. А. Чекалов. М.: Наука, 2006 — с. 250—291
- Стаф И. К. Карло Гинзбург, или уличенная история [рец. на кн.]: Гинзбург К. Мифы – эмблемы – приметы: Морфология и история. / Пер. с ит. и послесл. С. Козлова. М.: Новое издательство, 2004 // Отечественные записки, № 2 (29), 2006 — c. 351—355
- Стаф И. К. Роже Шартье: Уроки истории чтения // Шартье Р. Письменная культура и общество. / Пер. с франц. и послесл. И. К. Стаф. М.: Новое издательство, 2006 — c. 243—256
- Стаф И. К. «Кимвал мира» Бонавентуры Деперье и конец средневековой мифологии книги // Arbor mundi. Мировое древо. Вып. 13. М., 2006 — c. 108—139
- Стаф И. К. Поэтическая полемика в эпоху печатной книги: спор Клемана Маро и Франсуа Сагона // Теория и мифология книги. Французская книга во Франции и России (Российско-французская конференция. – М.: РГГУ, 11—12 сентября 2006 г.). М.: РГГУ, 2007 — c. 17—30
- Стаф И. К. Якопо Саннадзаро // История литературы Италии. Т. 2. Возрождение. Кн. 1. Век гуманизма. М.: ИМЛИ РАН, 2007. — С. 534—561
- Стаф И. К. Новеллистика // История литературы Италии. Т. 2. Возрождение. Кн. 1. Век гуманизма. М.: ИМЛИ РАН, 2007. — С.  562—592
- Стаф И. К. Аньоло Фиренцуола // История литературы Италии. Т. 2. Возрождение. Кн. 2. Чинквеченто. М.: ИМЛИ РАН, 2010 — С. 157—187
- Стаф И. К. Пьетро Аретино // История литературы Италии. Т. 2. Возрождение. Кн. 2. Чинквеченто. М.: ИМЛИ РАН, 2010 — С. 188—222
- Стаф И. К. Профессиональные литераторы // История литературы Италии. Т. 2. Возрождение. Кн. 2. Чинквеченто. М.: ИМЛИ РАН, 2010 — С. 284—305
- Стаф И. К. Новеллистика // История литературы Италии. Т. 2. Возрождение. Кн. 2. Чинквеченто. М.: ИМЛИ РАН, 2010 — С. 353—424
- Стаф И. К. Бенвенуто Челлини и ренессансная автобиография // История литературы Италии. Т. 2. Возрождение. Кн. 2. Чинквеченто. М.: ИМЛИ РАН, 2010 — С. 557—576

### Энциклопедии и словари
Словарь средневековой культуры
- Стаф И. К. Рыцарский (куртуазный) роман // Словарь средневековой культуры. / Под общ. ред. А. Я. Гуревича. — М.: Российская политическая энциклопедия, 2003. — 632 с. (Summa culturologiae) ISBN 5-8243-0410-6
- Стаф И. К. Трубадуры // Словарь средневековой культуры. / Под общ. ред. А. Я. Гуревича. — М.: Российская политическая энциклопедия, 2003. — 632 с. (Summa culturologiae) ISBN 5-8243-0410-6
- Стаф И. К. Труверы // Словарь средневековой культуры. / Под общ. ред. А. Я. Гуревича. — М.: Российская политическая энциклопедия, 2003. — 632 с. (Summa culturologiae) ISBN 5-8243-0410-6
- Стаф И. К. Фаблио // Словарь средневековой культуры. / Под общ. ред. А. Я. Гуревича. — М.: Российская политическая энциклопедия, 2003. — 632 с. (Summa culturologiae) ISBN 5-8243-0410-6
- Стаф И. К. Chansons de geste // Словарь средневековой культуры. / Под общ. ред. А. Я. Гуревича. — М.: Российская политическая энциклопедия, 2003. — 632 с. (Summa culturologiae) ISBN 5-8243-0410-6

Западное литературоведение XX века. Энциклопедия
- Стаф И. К. Жан Бельмен-Ноэль // Западное литературоведение XX века: Энциклопедия. / Гл. науч. ред. Е. А. Цурганова; Отв. науч. ред. А. Е. Махов; ИНИОН РАН. Центр гуманитарных научно-информационных исследований. Отдел литературоведения. — М.: Intrada, 2004. — 560 с. ISBN 5876040649
- Стаф И. К. Мишель Бютор // Западное литературоведение XX века: Энциклопедия. / Гл. науч. ред. Е. А. Цурганова; Отв. науч. ред. А. Е. Махов; ИНИОН РАН. Центр гуманитарных научно-информационных исследований. Отдел литературоведения. — М.: Intrada, 2004. — 560 с. ISBN 5876040649
- Стаф И. К. Жиль Делёз // Западное литературоведение XX века: Энциклопедия. / Гл. науч. ред. Е. А. Цурганова; Отв. науч. ред. А. Е. Махов; ИНИОН РАН. Центр гуманитарных научно-информационных исследований. Отдел литературоведения. — М.: Intrada, 2004. — 560 с. ISBN 5876040649
- Стаф И. К. Жан Дювиньо // Западное литературоведение XX века: Энциклопедия. / Гл. науч. ред. Е. А. Цурганова; Отв. науч. ред. А. Е. Махов; ИНИОН РАН. Центр гуманитарных научно-информационных исследований. Отдел литературоведения. — М.: Intrada, 2004. — 560 с. ISBN 5876040649
- Стаф И. К. Жорж Дюмезиль // Западное литературоведение XX века: Энциклопедия. / Гл. науч. ред. Е. А. Цурганова; Отв. науч. ред. А. Е. Махов; ИНИОН РАН. Центр гуманитарных научно-информационных исследований. Отдел литературоведения. — М.: Intrada, 2004. — 560 с. ISBN 5876040649
- Стаф И. К. Жерар Женетт // Западное литературоведение XX века: Энциклопедия. / Гл. науч. ред. Е. А. Цурганова; Отв. науч. ред. А. Е. Махов; ИНИОН РАН. Центр гуманитарных научно-информационных исследований. Отдел литературоведения. — М.: Intrada, 2004. — 560 с. ISBN 5876040649
- Стаф И. К. Поль Зюмтор // Западное литературоведение XX века: Энциклопедия. / Гл. науч. ред. Е. А. Цурганова; Отв. науч. ред. А. Е. Махов; ИНИОН РАН. Центр гуманитарных научно-информационных исследований. Отдел литературоведения. — М.: Intrada, 2004. — 560 с. ISBN 5876040649
- Стаф И. К. Жорж-Эмануэль Клансье // Западное литературоведение XX века: Энциклопедия. / Гл. науч. ред. Е. А. Цурганова; Отв. науч. ред. А. Е. Махов; ИНИОН РАН. Центр гуманитарных научно-информационных исследований. Отдел литературоведения. — М.: Intrada, 2004. — 560 с. ISBN 5876040649
- Стаф И. К. А. Миттеран // Западное литературоведение XX века: Энциклопедия. / Гл. науч. ред. Е. А. Цурганова; Отв. науч. ред. А. Е. Махов; ИНИОН РАН. Центр гуманитарных научно-информационных исследований. Отдел литературоведения. — М.: Intrada, 2004. — 560 с. ISBN 5876040649
- Стаф И. К. Жорж Мунэн // Западное литературоведение XX века: Энциклопедия. / Гл. науч. ред. Е. А. Цурганова; Отв. науч. ред. А. Е. Махов; ИНИОН РАН. Центр гуманитарных научно-информационных исследований. Отдел литературоведения. — М.: Intrada, 2004. — 560 с. ISBN 5876040649
- Стаф И. К. Жинетт Парис // Западное литературоведение XX века: Энциклопедия. / Гл. науч. ред. Е. А. Цурганова; Отв. науч. ред. А. Е. Махов; ИНИОН РАН. Центр гуманитарных научно-информационных исследований. Отдел литературоведения. — М.: Intrada, 2004. — 560 с. ISBN 5876040649
- Стаф И. К. Жан Рикарду // Западное литературоведение XX века: Энциклопедия. / Гл. науч. ред. Е. А. Цурганова; Отв. науч. ред. А. Е. Махов; ИНИОН РАН. Центр гуманитарных научно-информационных исследований. Отдел литературоведения. — М.: Intrada, 2004. — 560 с. ISBN 5876040649
- Стаф И. К. Робер Эскарпи // Западное литературоведение XX века: Энциклопедия. / Гл. науч. ред. Е. А. Цурганова; Отв. науч. ред. А. Е. Махов; ИНИОН РАН. Центр гуманитарных научно-информационных исследований. Отдел литературоведения. — М.: Intrada, 2004. — 560 с. ISBN 5876040649

Культура Возрождения. Энциклопедия
- Стаф И. К. Аретино, Пьетро // Культура Возрождения. Энциклопедия. В 2 томах. Т. 1. А—К. / отв. ред. О. Ф. Кудрявцев. — М.: РОССПЭН, 2007. — 863 с. ISBN 978-5-8243-0903-4
- Стаф И. К. Бельфоре, Франсуа де // Культура Возрождения. Энциклопедия. В 2 томах. Т. 1. А—К. / отв. ред. О. Ф. Кудрявцев. — М.: РОССПЭН, 2007. — 863 с. ISBN 978-5-8243-0903-4
- Стаф И. К. Вийон, Франсуа // Культура Возрождения. Энциклопедия. В 2 томах. Т. 1. А—К. / отв. ред. О. Ф. Кудрявцев. — М.: РОССПЭН, 2007. — 863 с. ISBN 978-5-8243-0903-4
- Стаф И. К. Виньоль, Филипп де // Культура Возрождения. Энциклопедия. В 2 томах. Т. 1. А—К. / отв. ред. О. Ф. Кудрявцев. — М.: РОССПЭН, 2007. — 863 с. ISBN 978-5-8243-0903-4
- Стаф И. К. Гаген, Робер // Культура Возрождения. Энциклопедия. В 2 томах. Т. 1. А—К. / отв. ред. О. Ф. Кудрявцев. — М.: РОССПЭН, 2007. — 863 с. ISBN 978-5-8243-0903-4
- Стаф И. К. Гренгор, Пьер // Культура Возрождения. Энциклопедия. В 2 томах. Т. 1. А—К. / отв. ред. О. Ф. Кудрявцев. — М.: РОССПЭН, 2007. — 863 с. ISBN 978-5-8243-0903-4
- Стаф И. К. Грифиус, Себастьян // Культура Возрождения. Энциклопедия. В 2 томах. Т. 1. А—К. / отв. ред. О. Ф. Кудрявцев. — М.: РОССПЭН, 2007. — 863 с. ISBN 978-5-8243-0903-4
- Стаф И. К. Деперье, Бонавантюр // Культура Возрождения. Энциклопедия. В 2 томах. Т. 1. А—К. / отв. ред. О. Ф. Кудрявцев. — М.: РОССПЭН, 2007. — 863 с. ISBN 978-5-8243-0903-4
- Стаф И. К. Дора, Жан // Культура Возрождения. Энциклопедия. В 2 томах. Т. 1. А—К. / отв. ред. О. Ф. Кудрявцев. — М.: РОССПЭН, 2007. — 863 с. ISBN 978-5-8243-0903-4
- Стаф И. К. Дю Бартас, Гийом де Саллюст // Культура Возрождения. Энциклопедия. В 2 томах. Т. 1. А—К. / отв. ред. О. Ф. Кудрявцев. — М.: РОССПЭН, 2007. — 863 с. ISBN 978-5-8243-0903-4
- Стаф И. К. Дюфай, Ноэль // Культура Возрождения. Энциклопедия. В 2 томах. Т. 1. А—К. / отв. ред. О. Ф. Кудрявцев. — М.: РОССПЭН, 2007. — 863 с. ISBN 978-5-8243-0903-4

Большая Российская энциклопедия
- Аретино : [арх. 14 октября 2022] / Стаф И. К. // Анкилоз — Банка [Электронный ресурс]. — 2005. — С. 204. — (Большая российская энциклопедия : [в 35 т.] / гл. ред. Ю. С. Осипов ; 2004—2017, т. 2). — ISBN 5-85270-330-3.
- Банделло, Маттео Мария : [арх. 15 июня 2024] / Стаф И. К. // Анкилоз — Банка [Электронный ресурс]. — 2005. — С. 750. — (Большая российская энциклопедия : [в 35 т.] / гл. ред. Ю. С. Осипов ; 2004—2017, т. 2). — ISBN 5-85270-330-3.
- Виан, Борис : [арх. 15 июня 2024] / Стаф И. К. // Великий князь — Восходящий узел орбиты [Электронный ресурс]. — 2006. — С. 248—249. — (Большая российская энциклопедия : [в 35 т.] / гл. ред. Ю. С. Осипов ; 2004—2017, т. 5). — ISBN 5-85270-334-6.
- Вийон, Франсуа : [арх. 3 января 2023] / Стаф И. К. // Великий князь — Восходящий узел орбиты [Электронный ресурс]. — 2006. — С. 302. — (Большая российская энциклопедия : [в 35 т.] / гл. ред. Ю. С. Осипов ; 2004—2017, т. 5). — ISBN 5-85270-334-6.
- Генетическая критика : [арх. 11 августа 2022] / Стаф И. К. // Восьмеричный путь — Германцы [Электронный ресурс]. — 2006. — С. 556. — (Большая российская энциклопедия : [в 35 т.] / гл. ред. Ю. С. Осипов ; 2004—2017, т. 6). — ISBN 5-85270-335-4.
- Граццини, Антонфранческо : [арх. 6 октября 2022] / Стаф И. К. // Гермафродит — Григорьев [Электронный ресурс]. — 2007. — С. 649. — (Большая российская энциклопедия : [в 35 т.] / гл. ред. Ю. С. Осипов ; 2004—2017, т. 7). — ISBN 978-5-85270-337-8.
- Деперье, Бонавантюр : [арх. 3 января 2023] / Стаф И. К. // Григорьев — Динамика [Электронный ресурс]. — 2007. — С. 547. — (Большая российская энциклопедия : [в 35 т.] / гл. ред. Ю. С. Осипов ; 2004—2017, т. 8). — ISBN 978-5-85270-338-5.
- Женетт, Жерар : [арх. 3 января 2023] / Стаф И. К. // Железное дерево — Излучение [Электронный ресурс]. — 2008. — С. 36. — (Большая российская энциклопедия : [в 35 т.] / гл. ред. Ю. С. Осипов ; 2004—2017, т. 10). — ISBN 978-5-85270-341-5.
- Жеста : [арх. 14 ноября 2022] / Стаф И. К. // Железное дерево — Излучение [Электронный ресурс]. — 2008. — С. 45. — (Большая российская энциклопедия : [в 35 т.] / гл. ред. Ю. С. Осипов ; 2004—2017, т. 10). — ISBN 978-5-85270-341-5.
- Казанова, Джованни Джакомо Джироламо : [арх. 3 января 2023] / Стаф И. К. // Исландия — Канцеляризмы [Электронный ресурс]. — 2008. — С. 391. — (Большая российская энциклопедия : [в 35 т.] / гл. ред. Ю. С. Осипов ; 2004—2017, т. 12). — ISBN 978-5-85270-343-9.
- Кастильоне, Бальдассаре / Стаф И. К. // Канцелярия конфискации — Киргизы [Электронный ресурс]. — 2009. — С. 297. — (Большая российская энциклопедия : [в 35 т.] / гл. ред. Ю. С. Осипов ; 2004—2017, т. 13). — ISBN 978-5-85270-344-6.
- Ле : [арх. 7 октября 2022] / Стаф И. К. // Лас-Тунас — Ломонос [Электронный ресурс]. — 2010. — С. 87. — (Большая российская энциклопедия : [в 35 т.] / гл. ред. Ю. С. Осипов ; 2004—2017, т. 17). — ISBN 978-5-85270-350-7.
- Мазуччо Салернитанец : [арх. 9 августа 2022] / Стаф И. К. // Ломоносов — Манизер [Электронный ресурс]. — 2011. — С. 453. — (Большая российская энциклопедия : [в 35 т.] / гл. ред. Ю. С. Осипов ; 2004—2017, т. 18). — ISBN 978-5-85270-351-4.
- Мануций Альд Старший : [арх. 15 июня 2024] / Стаф И. К. // Маниковский — Меотида [Электронный ресурс]. — 2011. — С. 45. — (Большая российская энциклопедия : [в 35 т.] / гл. ред. Ю. С. Осипов ; 2004—2017, т. 19). — ISBN 978-5-85270-353-8.
- «Новеллино» : [арх. 28 мая 2022] / Стаф И. К. // Николай Кузанский — Океан [Электронный ресурс]. — 2013. — С. 167. — (Большая российская энциклопедия : [в 35 т.] / гл. ред. Ю. С. Осипов ; 2004—2017, т. 23). — ISBN 978-5-85270-360-6.
- Рабле, Франсуа : [арх. 28 октября 2022] / Стаф И. К. // Пустырник — Румчерод [Электронный ресурс]. — 2015. — С. 98—99. — (Большая российская энциклопедия : [в 35 т.] / гл. ред. Ю. С. Осипов ; 2004—2017, т. 28). — ISBN 978-5-85270-365-1.
- Саккетти, Франко : [арх. 8 августа 2022] / Стаф И. К. // Румыния — Сен-Жан-де-Люз [Электронный ресурс]. — 2015. — С. 220. — (Большая российская энциклопедия : [в 35 т.] / гл. ред. Ю. С. Осипов ; 2004—2017, т. 29). — ISBN 978-5-85270-366-8.
- Страпарола, Джан Франческо (Джанфранческо, Джованфранческо) : [арх. 4 октября 2022] / Стаф И. К. // Социальное партнёрство — Телевидение [Электронный ресурс]. — 2016. — С. 286. — (Большая российская энциклопедия : [в 35 т.] / гл. ред. Ю. С. Осипов ; 2004—2017, т. 31). — ISBN 978-5-85270-368-2.
- Фиренцуола, Аньоло : [арх. 3 января 2023] / Стаф И. К. // Уланд — Хватцев [Электронный ресурс]. — 2017. — С. 407. — (Большая российская энциклопедия : [в 35 т.] / гл. ред. Ю. С. Осипов ; 2004—2017, т. 33). — ISBN 978-5-85270-370-5.

## Переводы
- Бродель Ф. Что такое Франция? Кн. 2. Ч. 1. М.: Издательство имени Сабашниковых, 1995.
- Женетт Ж. Введение в архитекст; Вымысел и слог // Женетт Ж. Фигуры. Т. 2. М.: Издательство имени Сабашниковых, 1998. — С. 282—451.
- Зюмтор П. Опыт построения средневековой поэтики. СПб.: Алетейя, 2003.
- Казанова Дж. История моей жизни = Casanova J. Histoire de ma vie / Пер. с франц. яз. И. К. Стаф, А. Ф. Строева. — М.: Московский рабочий, 1990. — 734 с. — 200 000 экз. — ISBN 5-239-00590-7.
- Казанова Дж. История моей жизни = Casanova J. Histoire de ma vie / Пер. с франц. яз. И. К. Стаф, А. Ф. Строева. — М.: СП "Вся Москва", 1991. — 734 с. — 200 000 экз. — ISBN 5-7110-0144-2.
- Кюстин А. де Россия в 1839 году: В 2 т. Т. I / Пер. с фр. В. А. Мильчиной и И. К. Стаф.; под ред. В. А. Мильчиной; коммент. В. А. Мильчиной и А. Л. Осповата. — М.: Издательство имени Сабашниковых, 1996. – 528 с. – (Записи Прошлого). ISBN 5-8242-0045-9
- Старобинский Ж. Монтень в движении // Старобинский Ж. Поэзия и знание: История литературы и культуры. М.: Языки славянской культуры, 2002. — С. 7—356
- Фуко М. История безумия в классическую эпоху. СПб.: Университетская книга, 1997.
- Шартье Р. Письменная культура и общество /пер. с фр. и послесл. И. К. Стаф. — М.: Новое издательство, 2006. — 270 с. ISBN 5-98379-052-8